# Dylan Caty
Dylan Caty (Maubeuge, 11 januari 1997) is een Frans-Belgische atleet, die gespecialiseerd is in het hordelopen. Internationaal komt hij uit voor Frankrijk. Hij werd eenmaal Belgisch kampioen.

## Biografie
Caty nam in 2015 op de 110 m horden deel aan de Europese kampioenschappen U20. Hij werd vierde in de finale. Het jaar nadien nam hij op hetzelfde nummer deel aan de U20. Hij werd uitgeschakeld in de halve finale.
In 2017 werd hij voor het eerst Belgisch kampioen op de 110 m horden. Hij nam dat jaar ook deel aan de Europese kampioenschappen U23, waar hij een bronzen medaille behaalde.

### Clubs
Caty was in België aangesloten bij Cercle Royal Athlétique de Charleroi (CRAC), en stapte over naar Royal Excelsior Sports Club (RESC).
In Frankrijk is hij aangesloten bij Entente Sambre Avesnois 59.

## Belgische kampioenschappen
Outdoor
| Onderdeel    | Jaar |
| ------------ | ---- |
| 110 m horden | 2017 |

Indoor
| Onderdeel   | Jaar |
| ----------- | ---- |
| 60 m horden | 2023 |

## Persoonlijke records
Outdoor
| Onderdeel    | Prestatie | Datum        | Plaats    |
| ------------ | --------- | ------------ | --------- |
| 110 m horden | 13,66 s   | 15 juli 2017 | Bydgoszcz |

Indoor
| Onderdeel   | Tijd   | Datum            | Plaats |
| ----------- | ------ | ---------------- | ------ |
| 60 m horden | 7,81 s | 12 februari 2017 | Dour   |

## Palmares

### 60 m horden
- 2017:  Franse kampioenschappen indoor - 7,88 s
- 2023:  BK indoor AC - 7,92 s

### 110 m horden
- 2015:  BK AC - 14,03 s
- 2015: 4e EK U20 in Eskilstuna - 13,73 s
- 2016: 4e ½ fin. WK U20 in Bydgoszcz - 13,74 s
- 2017:  BK AC - 13,67 s
- 2017:  EK U23 in Bydgoszcz - 13,66 s
- 2018:  BK AC - 14,11 s